# Ула (деревня)

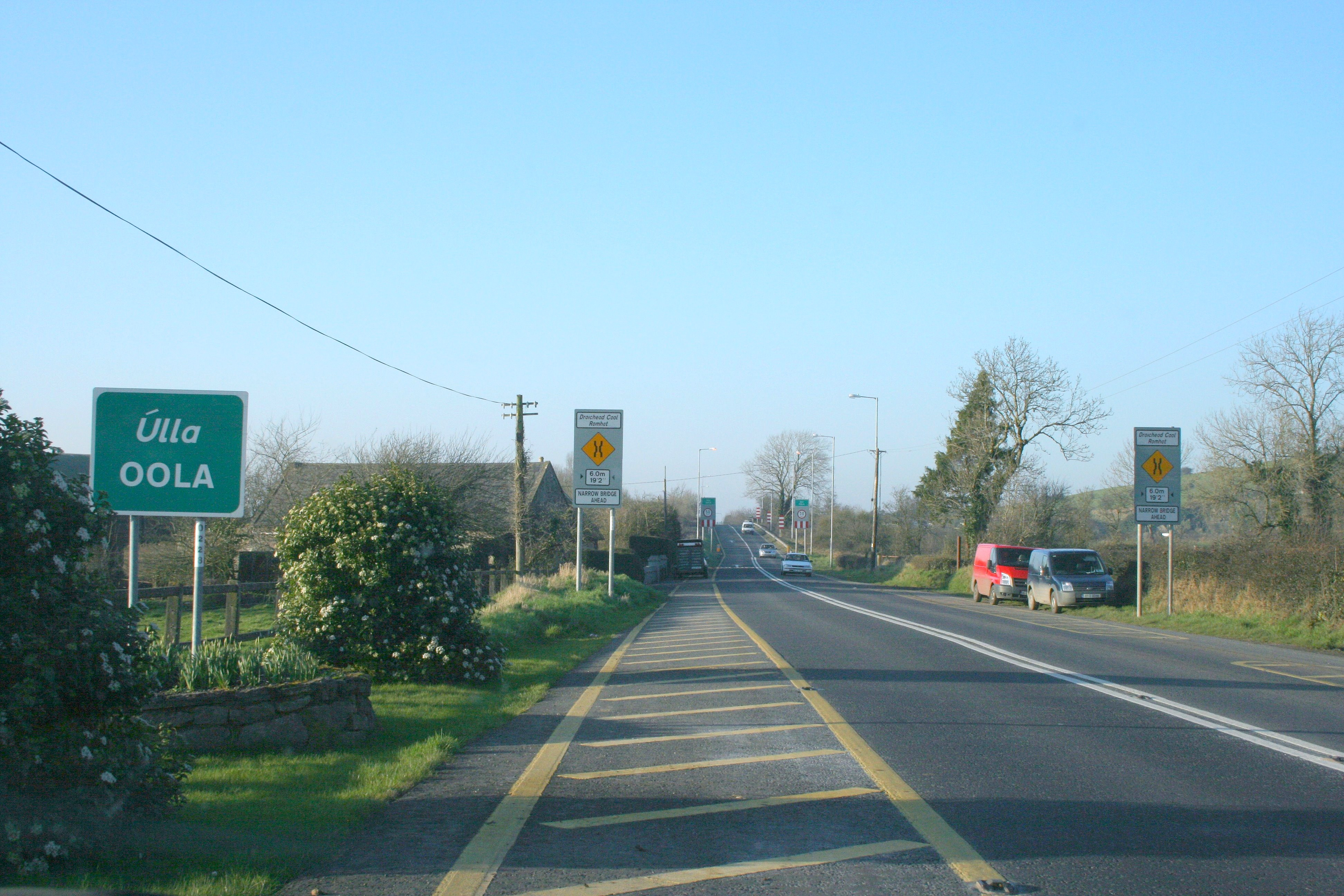
Ула

Ула (англ. Oola; ирл. Úlla / Úbhla) — деревня в Ирландии, находится в графстве Лимерик (провинция Манстер). Деревня расположена на автодороге N24 Лимерик — Уотерфорд.

## Демография
Население — 386 человек (по переписи 2006 года). В 2002 году население составляло 391 человек.
Данные переписи 2006 года:
| Общие демографические показатели |               |                               |                               |      |      |
| Всё население                    | Всё население | Изменения населения 2002—2006 | Изменения населения 2002—2006 | 2006 | 2006 |
| 2002                             | 2006          | чел.                          | %                             | муж. | жен. |
| 391                              | 386           | −5                            | −1,3                          | 182  | 204  |